# نظرية الرجل العظيم

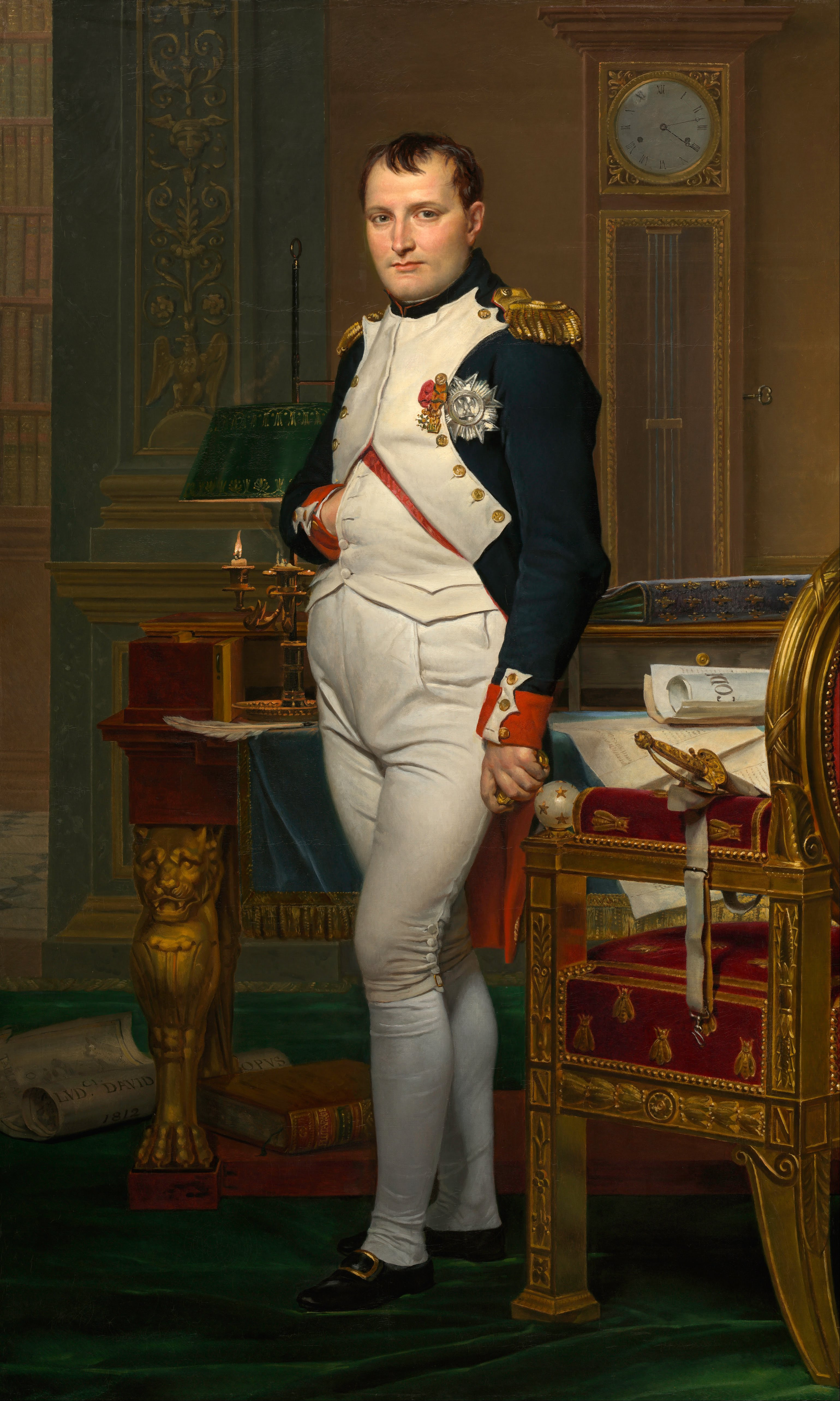
نابليون ، نموذج مثالي «للرجل العظيم» والذي حدد "العصر النابليوني"

نظرية الرجل العظيم هي فكرة من القرن التاسع عشر تنص على أن التاريخ يُفسر إلى حد كبير بتأثير «الرجال العظماء» أو الأبطال، وهم أفراد مؤثرون للغاية تمتعوا بتأثير تاريخي حاسم بسبب صفاتهم الطبيعية مثل الذكاء الحاد والشجاعة البطولية ومهارات القيادة الاستثنائية أو إلهامهم المقدس. تعود النظرية أساسًا إلى الفيلسوف والكاتب الإسكتلندي توماس كارلايل، الذي ألقى سلسلة من المحاضرات حول البطولة في عام 1840، ونُشرت لاحقًا باسم حول الأبطال وعبادة الأبطال والبطولة في التاريخ، وذكر فيها:
إن التاريخ العالمي، تاريخ ما أنجزه الإنسان في هذا العالم، هو في الأساس تاريخ الرجال العظماء الذين عملوا هنا. كانوا زعماء العالم، كان أولئك العظماء صناعًا للنماذج والأنماط، وبمعنى أوسع خالقين لكل ما حققه البشر وابتكروه عامةً؛ كل الأشياء التي نراها تتحقق في العالم تمثل النتيجة المادية الخارجية والإدراك العملي والتجسيد للأفكار التي أتى بها الرجال العظماء المرسلون إلى العوالم: يمكن أن نعتبر روح تاريخ العالم كله يتلخص في تاريخ هؤلاء.

## نظرة عامة
قال كارلايل إن «تاريخ العالم ليس إلا سيرة الرجال العظماء»، مما يعكس اعتقاده بأن الأبطال شكلوا التاريخ من خلال سماتهم الشخصية والإلهام الإلهي. في كتابه عن الأبطال عبادة-البطل و البطولة في التاريخ ‏ عبر كارلايل عن رؤيته للتاريخ وتغيره بناء على قرارات «الأبطال», خاصة عند القيام بتحليل مفصل عن تأثير مثل هؤلاء الرجال (بما في ذلك محمد، شكسبير، لوثر، روسو، بريكليس، نابليون، وفاغنر). قال كارلايل أيضا أنه شعر أن دراسة العظماء «مثمرة» في الجانب البطولي الشخصي؛ فلا يمكن للمرء من خلال دراسة حياة عاشها مثل هؤلاء الأبطال، إلا أن يكشف شيئا عن حقيقة شخصيته.
كما دعم النظرية أيضا الباحث الأميركي فريدريك آدامز وودز. ففي كتابه تأثير الملوك: خطوات جديدة في علم التاريخ استقصى وودزعن 386 من الحكام في أوروبا الغربية من القرن الثاني عشر وحتى الثورة الفرنسية في أواخر القرن الثامن عشر وتأثيرهم على مجرى الأحداث التاريخية.
تتعارض هذه النظرية عادة مع النظرية التي تتحدث عن الأحداث التي تحدث في وقت من الزمن، أو عندما تؤدي موجة عظيمة من الأحداث الصغيرة إلى بعض التطورات. وقد كان تعاطي التاريخ عن طريق نظرية الرجل العظيم مالوفًا لدى المؤرخين في القرن التاسع عشر؛ ومن أشهر أعمال هذه المدرسة موسوعة بريتانيكا(البريطانية)الطبعة الحادية عشرة (1911) التي تحتوي على سير ذاتية مطولة ومفصلة عن الرجال العظماء في التاريخ، ولكن عدد قليل جدا من التاريخ الاجتماعي والشعبي. على سبيل المثال، جُمعت جميع المعلومات حول عصر ما بعد الروماني «عصر الهجرات» من التاريخ الأوروبي تحت سيرة أتيلا الهوني. كما أيد هذه النظرة البطولية للتاريخ وبقوة الفلاسفة مثل هيغل، كيركيغارد، نيتشه، وشبنغلر، لكنها سقطت بعد الحرب العالمية الثانية.[بحاجة لمصدر]
كتب نيتشة في التأملات غير الموقوتة ‏: «...والهدف من الإنسانية يكمن في أفضل العينات».
كما كتب كيركيغارد في خوف ورعشة ‏: «...أن تسقط بمثل هذه الطريقة وكأنك في ثانية كنت قادرًا على الوقوف والمشي، أن تحول قفزة الحياة إلى مشي، أن تعبر عن الغث والسمين، وهو شيء يمكن فقط لفرسان الإيمان فعله — هو المعجزة الواحدة والوحيدة.»
انطلاقًا من النظرية القدرية جادل هيغل بأن ما هو حقيقي هو معقول، كما أن قادة التاريخ العالمي هم رموز الروح العالمية. ارتأى هيغل: «إن الرجال التاريخيين العظام هم الذين تشتمل أهدافهم الشخصية قضايا عظمى تمثل إرادة الروح العالمية.» وبالتالي، وفقا هيغل، فإن الرجل العظيم لا يخلق الواقع التاريخي نفسه ولكنه يكشف فقط عن المستقبل الذي لا مفر منه.

## انتقادات

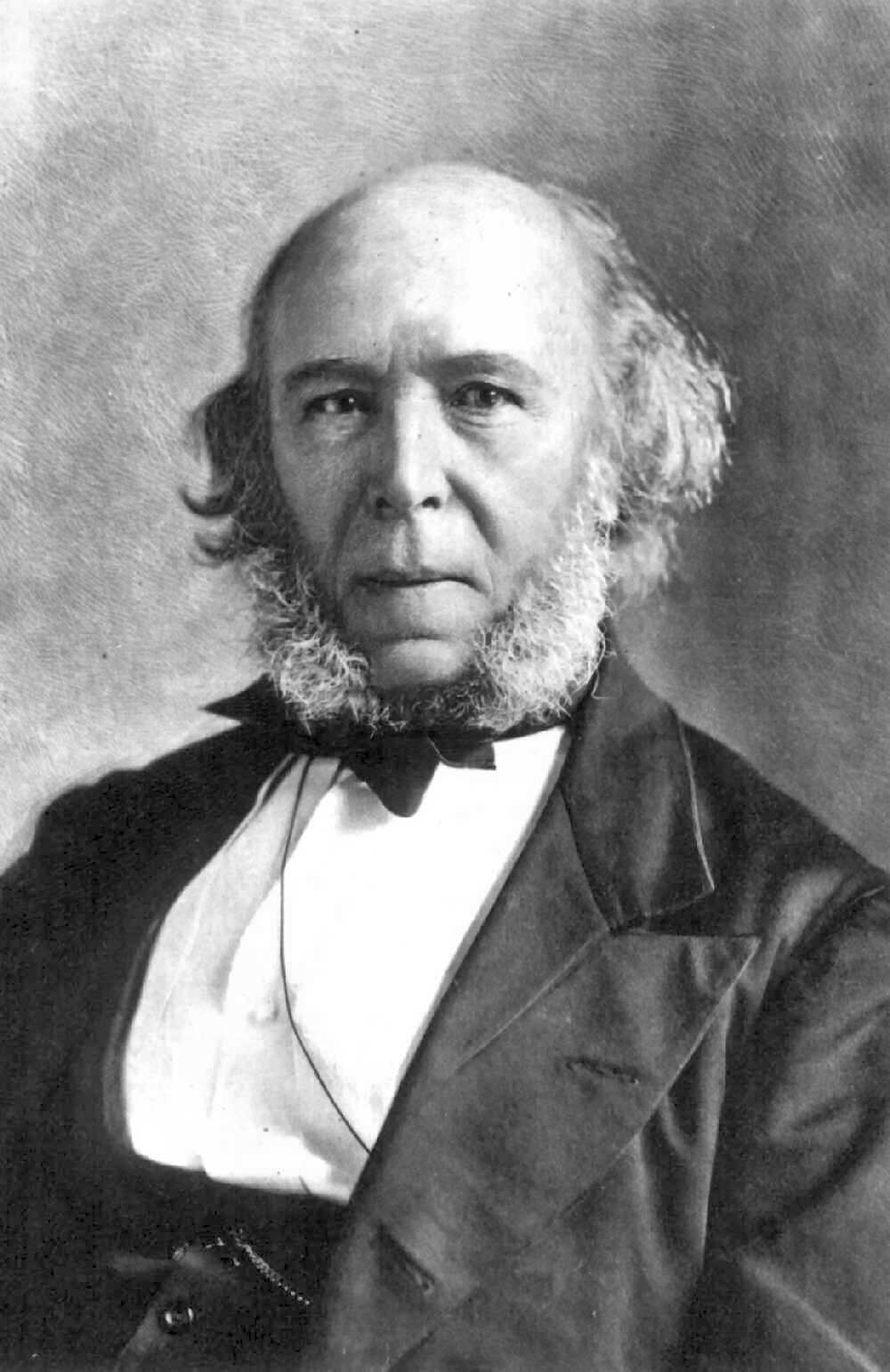
هربرت سبنسر كان من النقاد المعاصرين لنظرية كارلايل

تعد معارضة هيربرت نقدًا لاذعا لصياغة كارلايل لنظرية الرجل العظيم، حيث يعتقد هربرت سبنسرالذي يعتقد أن نسبة الأحداث التاريخية إلى قرارات الأفراد هي وضع بدائي، صبياني وغير علمي. وقال إنه يعتقد أن الرجال الذي سماهم كارلايل «الرجال العظماء» هم مجرد منتجات من بيئتهم الاجتماعية.
مثلت رواية تولستوي' الحرب والسلام نقدًا لنظرية الرجل العظيم. وفقا لتولستوي، فإن أهمية الأفراد العظماء هي محض خيال. ففي واقع الأمر هم فقط عبيد التاريخ الذين أدركوا مشيئة الآلهة.
شدد وليام جيمس في محاضرته 'الرجال العظماء وبيئتهم' على الأهمية الكبرى لانسجام القائد مع البيئة المحيطة (بالمعنى الواسع)، لكن وجهة نظره النهائية أن كلاًّ من البيئات والأفراد يشكلون بعضهم البعض بشكل متبادل، كما تفعل البيئات وافراد الحيوانات حسب نظرية داروين.
على عكس النقد الحداثي للنظرية فإن سيدني هوك يدعم لفكرة; وقال انه ممتن لأولئك الذين صاغوا الأحداث من خلال تصرفاتهم، حيث كرس كتابه البطل في التاريخ لدور البطل في التاريخ وتأثير الأشخاص البارزين.

يعّرف ليونيد جرينين الشخصية التاريخية (رجل عظيم) هكذا:
لذا فإنه يخلص إلى أن دور الرجل العظيم يعتمد على عدد من العوامل، وليس مجرد الشخص ذاته.

## وصلات خارجية
- «أفول الأصنام» لبيتر ديزيكيس من نيويورك تايمز ، 5 نوفمبر 2006. «هل تعني التغيرات في العلم أن السير الذاتية التقليدية للرجال العظماء توشك على الانتهاء؟»